# Isaac Ikhouria
Isaac Ikhouria, född den 9 oktober 1947, är en nigeriansk boxare som tog OS-brons i lätt tungviktsboxning 1972 i München. 